# Pedro Ximénez Abril Tirado
Pedro Ximenez Abrill Tirado (Arequipa, 17 de noviembre de 1784-Sucre, 12 de junio de 1856) fue un compositor peruano que desarrolló gran parte de su carrera en Bolivia como maestro de capilla de la Catedral Metropolitana de Sucre. Su legado musical abarca el romanticismo temprano aunque su estilo musical es propio del clasicismo. Es considerado como el músico más importante de su época en Sudamérica. Su producción (al menos) cuarenta sinfonías, cincuenta misas, varias tonadillas, gran cantidad de duetos y tercetos, cientos de canciones y piezas para guitarra y piano .
Su obra resalta en relación con la de sus contemporáneos por la exuberante cantidad de música que compuso y pertenece a los compositores latinoamericanos que vivieron durante la época de la independencia latinoamericana.

## Biografía.
Fue bautizado en Arequipa el 17 de noviembre de 1784, hijo natural de Don Buenaventura Ximenez y de Doña Maria del Carmen Abril.  Se casó con Juana Cazeres Bernedo en Arequipa el 7 de enero de 1819.  Desde tierna infancia se dedicó a los menesteres musicales. Llegó a ser "maestro mayor de Arequipa", tocaba órgano, violín y dirigía la música coral y religiosa de esta ciudad. En 1814 puso música a la ‘marcha Patriótica’ del poeta Mariano Melgar. Años después dedicó a su ciudad natal "los pasatiempos al pie del Misti". Enseñó muy poco tiempo en el Colegio de la Independencia Americana donde examinó a los alumnos de la primera promoción.
Viajando a Bolivia, se estableció en Cochabamba donde compuso su ‘Yaraví Cochabambino’. En la ciudad de Sucre el día 5 de febrero de 1833 un secretario escribe por orden de Andrés de Santa Cruz a José María de la Lloza, director del Colegio de Educandas, señalando que desde el día 4 de aquel mes Ximénez debía tomar las clases de música del establecimiento “de orden de su excelencia”, con sueldo pagado desde “fondos discrecionados”. El día 7 de febrero se escribe al Cabildo Metropolitano de Chuquisaca, para informar que se ha nombrado como Maestro de Capilla con la dotación de mil pesos anuales.
El diplomático inglés Hugh de Bonelli publicará en Londres en 1854 dos libros sobre sus viajes en Sudamérica entre 1848 y 1850 titulado "Travels in Bolivia; with a Tour Across the Pampas to Buenos Ayres, &c." donde mencionaría a Pedro Ximénez:
“[...] El Maestro de Capilla, o director de música [de la Catedral de Sucre], es uno de los más refinados y pulcros compositores en la vieja escuela de la sonata y rondó y, al mismo tiempo, un intérprete de primer nivel en el violoncello. Su poder de ejecución es tan grande como su gusto de compositor, y esto queda evidenciado en las exquisitas melodías que logra en su elegante instrumento, la guitarra española. Las joyas musicales, las cuales su genio ha hecho nacer, son suficientes para inmortalizar su nombre: muchas de ellas han hallado su lugar en Europa y han obtenido del gran Spohr, el tributo de su aprobación incondicional”.
Este comentario nos hace notar la curiosa tendencia de los músicos de su generación como el mismo Louis Spohr, el belga François-Joseph Fétis (ambos nacidos el mismo año que Ximenez Abrill) y otros posteriores como el gran pianista y compositor Carl Reinecke al decir en sus meMorias: "No me opondría si alguien que me llamara un epígono", con este apego, de forma ciertamente conservadora, al estilo "Clásico" en relación con las nuevas estéticas florecientes. Es justamente en este período en Sucre que (probablemente gracias a las conexiones del Mariscal Andrés de Santa Cruz) publicará su "Colección de 100 minués para Guitarra" en París en 1844.
El periódico "LA NUEVA ERA" de la ciudad de Sucre, en su edición del día sábado 14 de junio de 1856, comunicaría la muerte del Sr. Pedro Tirado a causa de una terrible enfermedad el día 12 de junio de 1856.

## Lista de Composiciones[8]

### 1. Obras seculares.
Obras Orquestales:
33 Sinfonías (enumeradas hasta la Sinfonía 40, sin embargo, las 6 primeras, más la 21 ya se encontraban perdidas durante la vida de P.X.A.T.),  
5 Divertimientos concertantes,  
1 concierto de Violín Obligado,  
6 divertimientos (dos para dos Guitarras, y 4 para una sola Guitarra). 
Obras de cámara:
6 Quartetos para Flauta, Violín, Viola y Violonchelo, 
7 Quintetos para dos violines, dos violas, y violonchelo, 
3 Quartetos concertantes para dos violines, viola y Violonchelo, 
1 Quarteto para Guitarra, Flauta, Violín, y Violonchelo concertante, 
3 Dúos concertantes para Violonchelo, y Guitarra, 
1 Sonta para Violin y Piano, 
1 Sonata para Flauta, Violonchelo y Piano, 
1 cuarteto para Flauta, Violonchelo, Arpa y Piano.

### 2. Obras religiosas.
Misas:
44 Misas (enumeradas hasta la Misa 50, sin embargo, las misas 1-3, 5, 7 y 9 ya se encontraban perdidas durante la vida de P.X.A.T.).
Salmos de Vísperas:
Salmos Completos de Vísperas para Ntro. Amo, 
Salmos Completos de Vísperas para Ntra. Señora de Guadalupe, 
Salmos Completos de Vísperas para San Pedro, 
Salmos Completos de Vísperas para Santos,
Salmos Completos de Vísperas para Vírgenes, 
8 Salmos para Santos, 
4 salmos para Vírgenes, 
1 Mirabilia a 3 voces, 
13 Salmos sueltos, 
1 Invitatorio, Parce Mihi, Tedet y Misa de Réquiem, 
3 Invitatorios a 3 y a 4 voces, 
4 Parces y 4 Tedet, 
2 Misas de Réquiem, 
2 Te Deum, 
1 Trisagio de Nuestro amo a Solo, 
1 Tota Pulcra, 
1 Antífona a Dúo Que es ist a, 
1 Salmo de Mirabilia.
Misas de Pasión y Lamentaciones:
4 Misas de Pasión para el Domingo de Ramos, Martes, Miércoles y Viernes Santo, 
1 Gloria Laus, 
19 lamentaciones, 
2 Misereres.
Salves y Letanías:
13 Salves grandes,
3 Salves cortos,
7 Letanías,
Siete palabras de las tres horas de Viernes Santo, 
Quince Meditaciones para el Quinario, 
5 Salutaciones a las cinco llagas de Nuestro Señor, 
5 Actos de contrición, 
5 Actos de contrición a dúo y a solo para el Quinario.
Para la Navidad de Nuestro Señor:
1 Invitatorio a 4 voces, 
1 Villancico a 4 voces, 
2 Villancicos y coplas, 
2 Yaravíes, 
Coplas a 3 voces, 
32 Himnos de Nuestro Amo, 
14 Himnos de Nuestra Señora, 
1 Tonadilla el Convenio, 
1 Dúo para Santa Catalina, 
4 Avemaris Stella, 
4 O Gloriosa Virginum, 
9 tonos para la Natividad el Señor, 
1 Himno para Señor San José.

### 3. Música de Estrados
1 libro de Valses, Sonatas, Rondós, Pasodobles, Marchas, Pastorelas para Guitarra (consta de 191 piezas),
1 libro con 50 valses grandes, 3 cuadrillas y 2 Andantes con sus Rondós para Pianoforte, 
3 Colecciones de Canciones, Cavatinas y Yaravíes (consta de 226 piezas), 
100 Minués para Guitarra impresos en París,
3 Valses para Pianoforte, 
2 Quadrillas para Pianoforte, 
8 Canciones.